# Мирили, Асиф Асеф оглы
Асиф Асеф оглы Мирили (азерб. Mirili Asif Asəf oğlu; 10 декабря 1991, Баку, Азербайджан) — азербайджанский футболист, амплуа — защитник.

## Биография
Родившийся в 1991 году в Баку Асиф Мирили с детских лет занимался каратэ, однако в 2000 году, в возрасте 9 лет записался в секцию футбола ДЮШС города Баку, где занимался под руководством специалиста Исмаила Алиева до 2002 года. В 2003-2004 годах выступал за детский клуб «Тахсил».
Затем он был привлечен в младшую возрастную группу ФК «Интер» Баку, где провел первые годы своей профессиональной карьеры футболиста, начав играть вначале в дубле, став капитаном команды, а затем, в возрасте 18 лет перейдя в оснойной состав «банкиров».
В том же году молодой футболист был приглашен в состав олимпийской сборной Азербайджана. Асиф является выпускником Азербайджанской государственной академии физической культуры и спорта.

## Клубная карьера

### Чемпионат
Профессиональную карьеру футболиста начал в 2010 году с выступления в клубе «Интер» Баку. Далее отыграл один сезон в закатальском «Симурге». Летом 2014 года переходит в клуб азербайджанской Премьер-лиги «АЗАЛ» из города Баку. В составе «лётчиков» выступает под №14.
Дебютировал в составе «АЗАЛ»а в Премьер-лиге 9 августа 2014 года, в домашнем матче I тура против ФК «Хазар-Ленкорань».
Статистика выступлений в чемпионате Азербайджана по сезонам:
| № | Сезон       | Клуб     | Игр | Голов | Игр в запасе |
| - | ----------- | -------- | --- | ----- | ------------ |
| 1 | 2010 / 2011 | «Интер»  | 0   | 0     | 6            |
| 2 | 2011 / 2012 | «Интер»  | 11  | 0     | 16           |
| 3 | 2012 / 2013 | «Симург» | 13  | 0     | 12           |
| 4 | 2014 / 2015 | «АЗАЛ»   | 1   | 0     | 0            |

## Сборная
Имеет опыт выступления за юношескую (до 19 лет) и молодёжные сборные Азербайджана.

## Достижения
- Финалист Кубка Азербайджана сезона 2010/2011 годов в составе ФК «Интер» Баку.